# My First Interracial
My First Interracial — серия американских порнографических фильмов студии Blacked, снятых в жанре межрасовой порнографии.

## Описание
Каждый фильм серии представляет собой сборник из четырёх несвязанных между собой сцен, которые первоначально были выпущены на официальном сайте студии. Особенностью серии является первый межрасовый секс в карьере порноактрисы. Чаще всего сцены представляют собой традиционный (вагинальный) секс между парой — актёром и актрисой. Реже в состав фильма добавляются сцены триолизма вида Ж/Ж/М (женщина/женщина/мужчина).

## Отзывы и награды
Рецензент Дон Хьюстон (англ. Don Houston) из XCritic хорошо отозвался о технических сторонах и участвующих актрисах первого фильма серии. Обозреватель сайта Adult DVD Talk раскритиковал первый фильм за поддержку худших стереотипов межрасового секса, а также диалоги за их малую убедительность, но положительно отозвался об актрисах. Критик Роджер Т. Пайп (Roger T. Pipe) на своём сайте Rog Reviews положительно высказался об высоком качестве видео, идеальном изображении и актрисах.
В апреле 2015 года серия выигрывает свою первую награду — XRCO Award в категории «Лучший этнический сериал». В январе 2016 года серия получает награду AVN Awards в категории «Лучший этнический/межрасовый сериал», а через некоторое время второй раз подряд удостаивается награды XRCO Award в категории «Лучший этнический сериал». В январе 2017 года фильм My First Interracial 7 выигрывает AVN Award как «Лучший межрасовый фильм». Через два года серия во второй раз получает награду AVN как «Лучший этнический/межрасовый сериал».

## Список фильмов
| Год  | Фильм                   | Актёрский состав |
| ---- | ----------------------- | --- |
| 2014 | My First Interracial    | Кейша Грей, Келли Даймонд, Лэйси Джонсон, Фарра Флауэр, Джейсон Браун, Принц Иешуа и Флэш Браун                     |
| 2014 | My First Interracial 2  | Джиллиан Джансон, Карла Куш, Огаст Эймс, Эддисон Белджум, Джейсон Браун, Принц Иешуа и Флэш Браун                   |
| 2015 | My First Interracial 3  | Аидра Фокс, Алексис Родригес, Пресли Харт, Сабрина Бэнкс, Джейсон Браун, Принц Иешуа и Шэйн Дизель                  |
| 2015 | My First Interracial 4  | Каденс Люкс, Мелисса Мэй, Скай Уэст, Хлоя Амур, Роб Пайпер и Флэш Браун                                             |
| 2015 | My First Interracial 5  | Анастасия Морна, Гвен Старк, Кейт Ингленд, Сидни Коул, Джейсон Браун, Роб Пайпер и Флэш Браун                       |
| 2016 | My First Interracial 6  | Голди Раш, Наоми Вудс, Наташа Воя, Тали Дова, Айзея Максвелл, Джейсон Браун и Флэш Браун                            |
| 2016 | My First Interracial 7  | Аня Олсен, Кристен Скотт, Марли Бринкс, Скарлетт Сэйдж, Джейсон Браун, Джосс Лескаф и Роб Пайпер                    |
| 2016 | My First Interracial 8  | Зои Вуд, Долли Литтл, Лили Рейдер, Элли Тейт, Джосс Лескаф, Роб Пайпер и Флэш Браун                                 |
| 2017 | My First Interracial 9  | Жизель Палмер, Лилли Форд, Наталья Старр, Хэдли Вискара, Джейсон Браун, Мандинго и Роб Пайпер                       |
| 2017 | My First Interracial 10 | Джинкс Мейз, Кира Нуар, Одри Ройал, Хлоя Скотт, Эвелин Стоун, Джейсон Браун, Джекс Слейхер, Джосс Лескаф и Мандинго |
| 2018 | My First Interracial 11 | Дэйзи Стоун, Лили Лав, Хейли Рид, Эвелин Клэр, Джейсон Браун, Джекс Слейхер и Флэш Браун                            |
| 2018 | My First Interracial 12 | Ава Паркер, Кира Нуар, Миша Кросс, Синдерелла, Элиза Ибарра, Джейсон Лав, Джосс Лескаф и Мандинго                   |
| 2019 | My First Interracial 13 | Брук Бенц, Лэйси Леникс, Миа Мелано, Пейдж Оуэнс, Джейсон Лав, Луи Смоллс и Роб Пайпер                              |
| 2019 | My First Interracial 14 | Айви Вульф, Джиа Лисса, Зои Блум, Эшли Лейн, Джейсон Лав, Принц Иешуа и Роб Пайпер                                  |
| 2019 | My First Interracial 15 | Алекс Грей, Кензи Ривз, Наоми Суонн, Эмма Старлетто, Джейсон Лав, Джекс Слейхер, Луи Смоллс и Роб Пайпер            |

## Награды и номинации
| Год  | Награда          | Результат | Категория                                                    | Фильм                                       |
| ---- | ---------------- | --------- | ------------------------------------------------------------ | ------------------------------------------- |
| 2015 | NightMoves Award | Номинация | Лучший продолжающийся сериал                                 | My First Interracial                        |
| 2015 | XBIZ Award       | Номинация | Межрасовый фильм года                                        | My First Interracial                        |
| 2015 | XBIZ Award       | Номинация | Режиссёр года — серия короткометражных фильмов (Грег Лански) | My First Interracial                        |
| 2015 | XRCO Award       | Победа    | Лучший этнический сериал                                     | My First Interracial                        |
| 2016 | AVN Award        | Номинация | Лучший межрасовый фильм                                      | My First Interracial 2                      |
| 2016 | AVN Award        | Победа    | Лучший этнический/межрасовый сериал                          | My First Interracial                        |
| 2016 | XBIZ Award       | Номинация | Межрасовый фильм года                                        | My First Interracial 2                      |
| 2016 | XBIZ Award       | Номинация | Сериал года — только секс                                    | My First Interracial                        |
| 2016 | XRCO Award       | Победа    | Лучший этнический сериал                                     | My First Interracial                        |
| 2017 | AVN Award        | Победа    | Лучший межрасовый фильм                                      | My First Interracial 7                      |
| 2017 | AVN Award        | Номинация | Лучший этнический/межрасовый сериал                          | My First Interracial                        |
| 2017 | XRCO Award       | Номинация | Лучший этнический сериал                                     | My First Interracial                        |
| 2018 | AVN Award        | Номинация | Лучший межрасовый фильм                                      | My First Interracial 9                      |
| 2018 | NightMoves Award | Номинация | Лучший этнический/межрасовый фильм                           | My First Interracial 10                     |
| 2019 | AVN Award        | Номинация | Лучший межрасовый фильм                                      | My First Interracial 12                     |
| 2019 | AVN Award        | Победа    | Лучший этнический/межрасовый сериал                          | My First Interracial                        |
| 2019 | XBIZ Award       | Номинация | Сериал-виньетка года                                         | My First Interracial                        |
| 2019 | XRCO Award       | Номинация | Лучший межрасовый сериал                                     | My First Interracial                        |
| 2020 | AVN Award        | Номинация | Лучшая сцена мастурбации/стриптиза (Айви Вульф)              | My First Interracial 14 (за сцену My First) |
| 2020 | AVN Award        | Номинация | Лучший этнический/межрасовый сериал или канал                | My First Interracial                        |
| 2020 | XRCO Award       | Номинация | Лучший продолжающийся смешанный сериал                       | My First Interracial                        |